# Богословка (Называевский район)
Богословка — деревня в Называевском районе Омской области. В составе Муравьёвского сельского поселения.

## История
Основана в 1909 г. В 1928 г. состояла из 83 хозяйств, основное население — украинцы. В составе Муравьёвского сельсовета Называевского района Омского округа Сибирского края.

## Население
| 1926 | 2002 | 2010 |
| ---- | ---- | ---- |
| 416  | ↘78  | ↘41  |